# Sanford, Texas
Sanford là một thị trấn thuộc quận Hutchinson, tiểu bang Texas, Hoa Kỳ. Năm 2010, dân số của thị trấn này là 164 người.

## Dân số
- Dân số năm 2000: 203 người.
- Dân số năm 2010: 164 người.